# Vélo Club Pays de Loudéac
Le Vélo Club Pays de Loudéac (VC Pays de Loudéac) est un club français de cyclisme. L'équipe ne faisait pas partie de la Division nationale de la Fédération française de cyclisme avant son accession en Division Nationale 3 en 2012. Elle monte l'année suivante en Division Nationale 2 pour une durée allant de 2013 à 2015 et en Division Nationale 1 depuis 2016.

## Histoire de l'équipe

### Saison 2016
Bien que promus en DN1, les Costarmoricains dominent le classement la majeure partie de la saison avant de se faire priver de la victoire lors de l'ultime manche au Grand Prix de Blangy-sur-Bresle par le Chambéry CF. Erwann Corbel avait pourtant remporté le Grand Prix d'Aix-en-Provence, le Grand Prix de Buxerolles et le Tour du Lot-et-Garonne, Justin Mottier une étape de la Boucle de l'Artois et du Tour d'Eure-et-Loir, où Élie Gesbert y avait également levé les bras. Grâce à une victoire d'étape de Cyrille Patoux sur le Tour de Bretagne, le club se distingue également sur le calendrier professionnel.
Devenu la réserve de l'équipe continentale professionnelle Fortuneo-Vital Concept, le VCP Loudéac voit Élie Gesbert y devenir professionnel dès août alors que Camille Guérin et Justin Mottier y seront stagiaires pour le reste de la saison. En octobre, l'arrivée d'Erwann Corbel pour la saison 2017 y est également officialisée.

### Saison 2017
Pour sa deuxième saison en DN1, le club se classe 7e au terme de la huitième et dernière manche de la Coupe de France après en avoir remporté une manche, le Grand Prix du Pays de Montbéliard, par l'intermédiaire de Cyrille Patoux. 

### Saison 2018
À la suite du divorce entre l'équipe continentale professionnelle Fortuneo dirigée par Emmanuel Hubert et son partenaire Vital Concept survenu début juin 2017, le VCP Loudéac devient la réserve de la nouvelle structure dirigée par Jérôme Pineau, Vital Concept.   À cette occasion, différents éléments du club rejoignent la formation professionnelle dont le directeur sportif Yvonnick Bolgiani, remplacé par David Le Lay, ainsi que les coureurs Justin Mottier et Adrien Garel.

## Championnats nationaux
- Championnats de Finlande sur route : 2
  - Course en ligne : 2015 (Samuel Pökälä)
  - Contre-la-montre : 2015 (Samuel Pökälä)

## VC Pays de Loudéac en 2017[3]

### Effectif
| Cycliste       | Date de naissance | Nationalité | Équipe 2016        |  |
| -------------- | ----------------- | ----------- | ------------------ |  |
| Adrien Garel   | 12 mars 1996      | France      | CC Nogent-sur-Oise |  |
| Justin Mottier | 14 septembre 1993 | France      | VC Pays de Loudéac |  |
| Cyrille Patoux | 20 mai 1985       | France      | VC Pays de Loudéac |  |

### Victoires
| Date       | Course                 | Pays   | Classe       | Vainqueurhttp://www.vcploudeac.com/resultats.html?cat=2 |
| ---------- | ---------------------- | ------ | ------------ | ------------------------------------------------------- |
| 11/03/2017 | Souvenir Louison-Bobet | France | Nationale    | Cyrille Patoux                                          |
| 12/03/2017 | Circuit du Morbihan    | France | Fédérale 1.2 | Adrien Garel                                            |